# Sebastian Oesch
Sebastian Oesch (* 25. März 1893 in St. Gallen, heimatberechtigt in Balgach; † 14. März 1920 ebenda) war ein Schweizer Maler, Zeichner, Lithograf, Grafiker und Plakatkünstler.

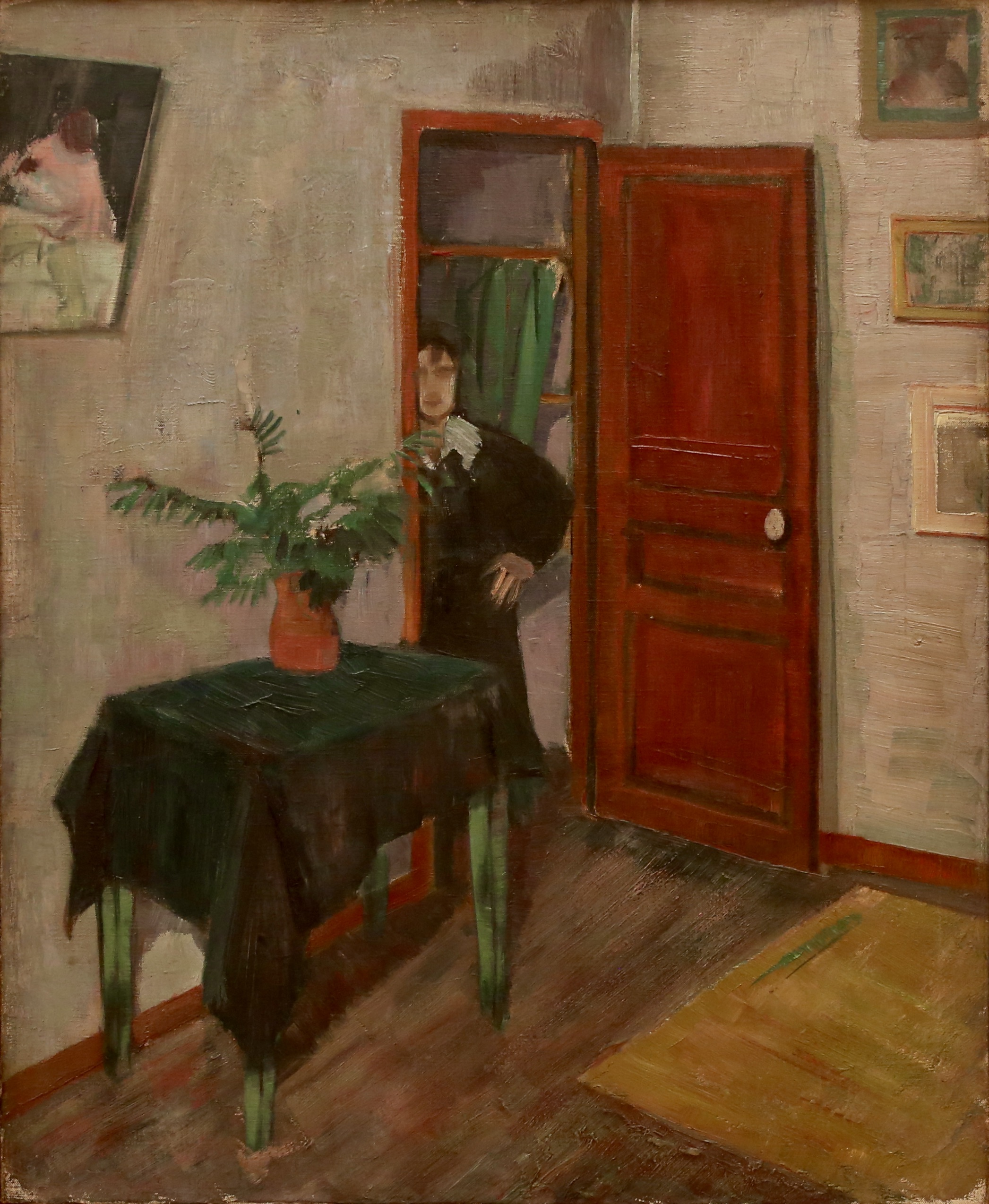

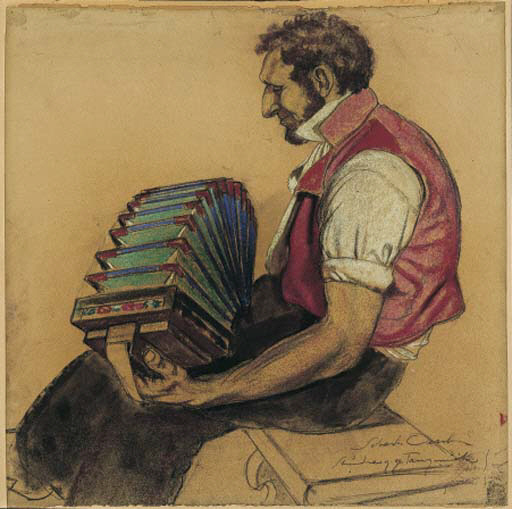

## Leben und Werk
Sebastian Oesch absolvierte eine Lehre zum Stickereizeichner an der École des arts décoratifs in St. Gallen. An der Schule lernte er u. a. Ignaz Epper, Sophie Taeuber-Arp und Theo Glinz kennen. Ein Stipendium der Stadt St. Gallen ermöglichte es Oesch, den Unterricht bei Willy Hummel im Böcklin-Atelier in Zürich zu besuchen.
1912 unternahm Oesch eine Studienreise nach Berlin, Weimar und München. Wieder in Zürich widmete er sich intensiv der Lithografie. In der Folge schuf er Plakate, die zum Originellsten der damaligen Schweizer Plakatkunst gehörten. 1914 reiste Oesch nach Genua und Algerien. Bei Ausbruch des Ersten Weltkriegs kehrte er in die Schweiz zurück. In Folge eines Lungenleidens wurde er jedoch bald vom Militärdienst befreit.
1915 hielt sich Sebastian Oesch an einer Kunstakademie in Paris auf. Um seinen Lebensunterhalt zu finanzieren, war er gezwungen, schwere körperliche Arbeit im Pariser Seine-Hafen zu leisten, die seine angeschlagene Gesundheit zusätzlich belastete. In der Folge kam Oesch in medizinische Behandlung und kehrte anschliessend in die Schweiz zurück, wo er sich zur Erholung in Ascona und Lugano aufhielt. Später wohnte er im Schlösschen Appenzell und erhielt zahlreiche Aufträge von Ostschweizer Stickereifirmen. Zudem zeichnete und malte er die Bevölkerung von Appenzell.
1917 stellte Sebastian Oesch seine Werke im Kunstmuseum St. Gallen aus. 1919 erhielt er ein Eidgenössisches Kunststipendium und im April 1920 wurden Werke von ihm an der Biennale in Venedig gezeigt. Kurz nach seinem Tod fand eine Gedächtnisausstellung im St. Galler Kunstmuseum statt.